# José Alfredo Bea
José Alfredo Bea García (El Grove, 14 de octubre de 1969) es un deportista español que compitió en piragüismo en las modalidades de aguas tranquilas y maratón.

## Palmarés internacional

### Piragüismo en aguas tranquilas
Participó en cuatro Juegos Olímpicos de Verano entre los años 1992 y 2004, su mejor actuación fue un cuarto puesto logrado en Sídney 2000 en la prueba de C2 500 m. Ganó una medalla de plata en el Campeonato Mundial de Piragüismo de 2001, y tres medallas en el Campeonato Europeo de Piragüismo, en los años 1999 y 2001.
| Campeonato Mundial | Campeonato Mundial | Campeonato Mundial | Campeonato Mundial |
| Año                | Lugar              | Medalla            | Competición        |
| ------------------ | ------------------ | ------------------ | ------------------ |
| 2001               | Poznań (Polonia)   | Medalla de plata   | C2 1000 m          |
| Campeonato Europeo |                    |                    |                    |
| Año                | Lugar              | Medalla            | Competición        |
| 1999               | Zagreb (Croacia)   | Medalla de bronce  | C2 500 m           |
| 2001               | Milán (Italia)     | Medalla de bronce  | C2 500 m           |
| 2001               | Milán (Italia)     | Medalla de plata   | C2 1000 m          |

### Piragüismo en maratón
En la modalidad de maratón, obtuvo cuatro medallas en el Campeonato Mundial de Piragüismo en Maratón entre los años 2003 y 2007.
| Campeonato Mundial | Campeonato Mundial  | Campeonato Mundial | Campeonato Mundial |
| Año                | Lugar               | Medalla            | Competición        |
| ------------------ | ------------------- | ------------------ | ------------------ |
| 2003               | Valladolid (España) | Medalla de plata   | C2                 |
| 2005               | Perth (Australia)   | Medalla de plata   | C1                 |
| 2006               | Trémolat (Francia)  | Medalla de plata   | C1                 |
| 2007               | Győr (Hungría)      | Medalla de plata   | C1                 |